# Stanisław Ludwik Kronenberg

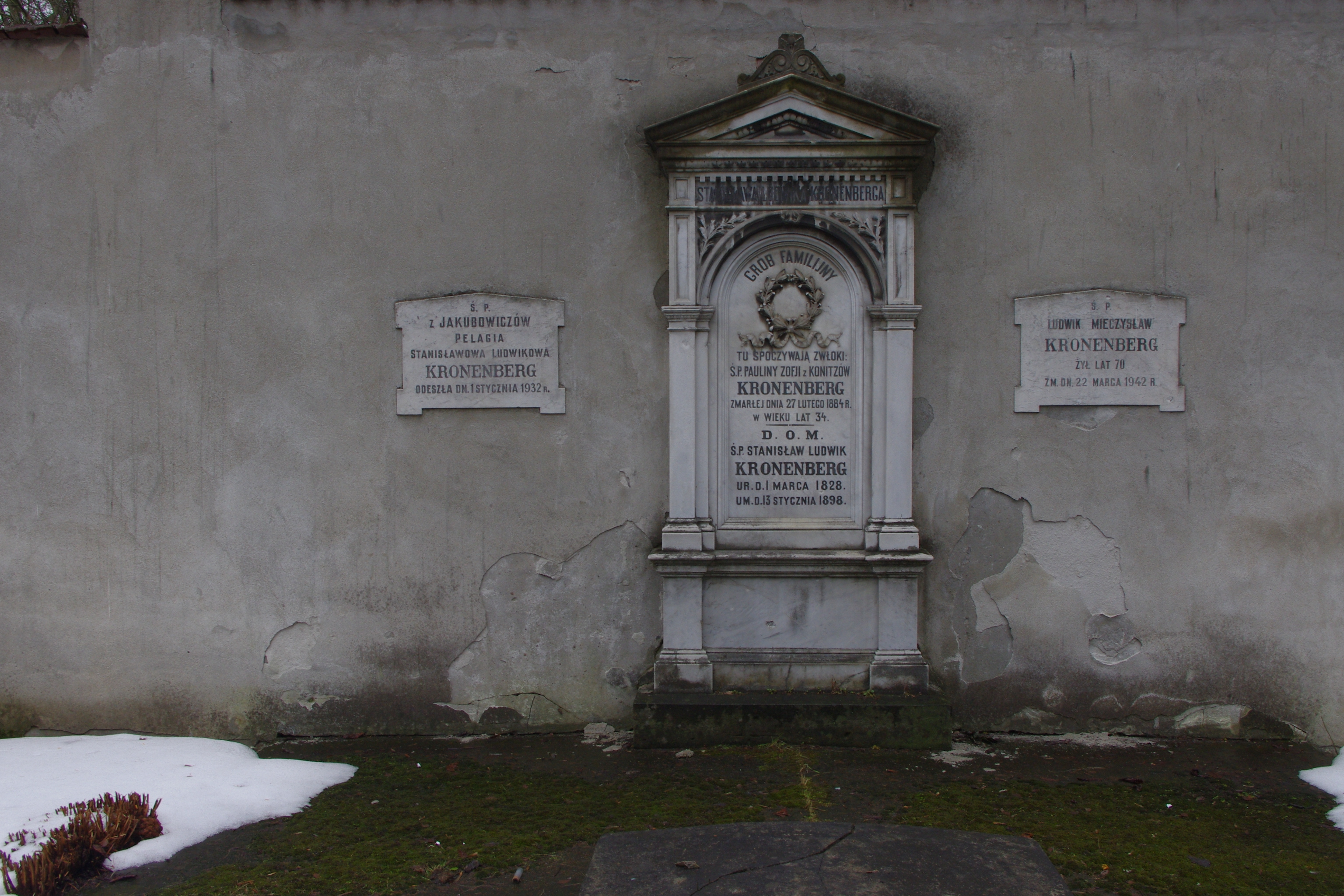
Grób Stanisława Ludwika Kronenberga i Stanisława Mieczysława Kronenberga na Cmentarzu ewangelicko-reformowanym w Warszawie

Stanisław Ludwik Kronenberg (ur. 1 marca 1828, zm. 13 stycznia 1898) – polski przedsiębiorca i działacz społeczny żydowskiego pochodzenia.
Urodził się jako syn Ludwika (1793-1882) i Zofii May (1793-1877), był bratankiem Leopolda Kronenberga. Ukończył Szkołę Handlową w Lipsku, a później Uniwersytet Berliński. Był kupcem I gildii. Był właścicielem domu handlowego działającego pod firmą Kronenberg, Necelman i Spółka. Sprawował funkcję dyrektora Warszawskiego Towarzystwa Ubezpieczeń od Ognia. W 1883 został sędzią handlowym. W latach 1876–1882 był członkiem Komitetu Giełdy Warszawskiej.
Był dwukrotnie żonaty, po raz pierwszy z Pauliną Zofią Konitz (1849-1884, córką Samuela), a po raz drugi z Pelagią Jakubowicz (1847-1932). Z pierwszego małżeństwa miał czworo dzieci: Różę Dorotę Ludwikę (ur. 1868), Ludwika Mieczysława (ur. 1871), Michała Szymona Wacława (ur. 1874) i Annę Marię (1876).
Został pochowany na cmentarzu ewangelicko-reformowanym w Warszawie (kwatera T-1-6).